# لانگن پرایزینگ
لانگن پرایزینگ (به آلمانی: Langenpreising) یک شهر در آلمان است که در بایرن واقع شده‌است.

## خصوصیات
لانگن پرایزینگ ۲۷٫۴۹ کیلومترمربع مساحت دارد ۴۲۱ متر بالاتر از سطح دریا واقع شده‌است.